# Harry Potter 20 let filmové magie: Návrat do Bradavic
Harry Potter 20 let filmové magie: Návrat do Bradavic (v anglickém originále Harry Potter 20th Anniversary: Return to Hogwarts) je britsko-americký televizní dokumentární pořad, vyrobený k 20. výročí filmové série o Harrym Potterovi.
Při příležitosti 20. výročí od premiéry prvního filmu Harry Potter a Kámen mudrců se herci (Daniel Radcliffe, Rupert Grint, Emma Watsonová a další) a tvůrci setkali před kamerami a společně vzpomínali na natáčení.

## Obsazení
- Daniel Radcliffe[1]
- Rupert Grint[1]
- Emma Watsonová[1]
- Helena Bonham Carterová[1]
- Robbie Coltrane[1]
- Alfred Enoch[1]
- Tom Felton[1]
- Ralph Fiennes[1]
- Ian Hart[1]
- Jason Isaacs[1]
- Toby Jones[1]
- Matthew Lewis[1]
- Evanna Lynchová[1]
- Gary Oldman[1]
- James Phelps[1]
- Oliver Phelps[1]
- Mark Williams[1]
- Bonnie Wright[1]
- David Heyman[1]
- Chris Columbus[1]
- Alfonso Cuarón[1]
- Mike Newell[1]
- David Yates[1]
- Joanne Rowlingová (archivní záběry)[2]
- Stephen Fry (vyprávění úryvku kapitoly)

V pořadu se objevily klipy s herci, kteří mezitím zemřeli a kterým vzdali hvězdy filmů hold, a to včetně herečky Heleny McCroryové a herců Alana Rickmana, Johna Hurta, Richarda Griffithse a Richarda Harrise.